# Зелёный Лог (Челябинская область)
Зелёный Лог — посёлок в Увельском районе Челябинской области России. Входит в состав Каменского сельского поселения.

## География
Посёлок находится на востоке центральной части Челябинской области, в лесостепной зоне, на расстоянии примерно 23 километров (по прямой) к западу-северо-западу (WNW) от посёлка Увельского, административного центра района. Абсолютная высота — 269 метров над уровнем моря.
Часовой пояс
Посёлок Зелёный Лог, как и вся Челябинская область, находится в часовой зоне МСК+2. Смещение применяемого времени относительно UTC составляет +5:00.

## Население
| 2002 | 2010 |
| ---- | ---- |
| 227  | ↘206 |

Гендерный состав
По данным Всероссийской переписи населения 2010 года в гендерной структуре населения мужчины составляли 51,9 %, женщины — соответственно 48,1 %.
Национальный состав
Согласно результатам переписи 2002 года, в национальной структуре населения русские составляли 71 %.

## Улицы
Уличная сеть посёлка состоит из четырёх улиц.